# Censo de Colombia de 1973
El Censo de Colombia de 1973 fue el XIV Censo Nacional de Población  y III de Vivienda, desarrollado por el Departamento Administrativo Nacional de Estadística (DANE) en la República de Colombia durante el gobierno de Misael Pastrana. El censo se desarrolló el día 24 de octubre de 1973 en zonas urbanas y se extendió por los siguientes 15 días para las zonas rurales. Los resultados se dieron a conocer en mayo de 1978. De acuerdo a lo informado por el DANE, todo el proceso de ejecución del censo costó 227 946 366 pesos colombianos.

## Desarrollo del censo
En 1968 se emitió el decreto 3167 que disponía una reorganización del DANE. Al tiempo con la expedición de dicha normatividad, se proyectó la realización de un censo de población para el día 20 de julio de 1972, el cual debió ser aplazado sucesivamente para el 12 de octubre de 1972 y finalmente para el 24 de octubre de 1973. El decreto 1759 del 31 de agosto de 1973 estableció las principales pautas para la realización del censo. Este fue el último censo en el que se utilizó un criterio de hecho (de facto) para el conteo de la población, es decir que se registraban las personas en su lugar de ubicación el día del censo, sin importar si habitaban o no en forma permanente en ese lugar.
En 1972 se efectuó un precenso en los resguardos indígenas del Cauca y en las poblaciones de Sogamoso y Planeta Rica, adicionalmente entre abril y mayo de 1973 tuvieron lugar algunas pruebas adicionales en algunos barrios de otras siete ciudades. Así mismo, en los meses previos se realizó una actualización cartográfica y un listado de las viviendas. La preparación incluyó una campaña promocional en medios masivos de comunicación en las que se utilizaba el eslogan: "Al censo... ¡ábrale la puerta!". Para la operación censal se requirieron más de 450.000 recolectores quienes se seleccionaron entre estudiantes de los tres últimos grados de bachillerato y del SENA, así como unos 2.000 funcionarios públicos. A este personal se le impartió una capacitación intensiva durante una semana por parte de los funcionarios del DANE. Se utilizaron tres tipos de formularios: hogares particulares, hogares colectivos y áreas con población indígena. En él fueron incluidas por primera vez preguntas referentes a asistencia escolar, ingresos y fecundidad y se dio un tratamiento especial a la población indígena.
El toque de queda comenzó el 23 de octubre de 1973 a las 12:00 p. m. y se extendió hasta el 24 de octubre a las 8:00 p. m. A las personas que violaran el decreto de inmovilización o que se negaran a recibir al personal del censo o a suministrar información se les podía sancionar hasta con arresto de 72 horas. La operación de recolección comenzó el 24 de octubre a las 8:00 a. m. y se extendió hasta las 6:00 p. m. del mismo día. A los recolectores se les asignó un número de hogares que incluían aproximadamente a 60 personas. En unas 14 ciudades se presentaron problemas en la distribución de los recolectores, en Bogotá no asistieron varios supervisores lo cual generó un caos durante las primeras horas de la operación y en algunas ciudades como Cali y Medellín hubo saboteos por falta del material censal. El presidente Misael Pastrana censó a tres familias en el barrio Barrio Garcés Navas de Bogotá. Unas siete mil personas fueron detenidas por violar el toque de queda decretado por el censo, quienes fueron conducidos a estadios y recintos públicos para censarlos. En áreas rurales y con población indígena la operación censal se extendió por 15 días más.
Los resultados se fueron publicando por etapas, hasta el informe general que dio a conocer en mayo de 1978. Técnicos del gobierno hicieron reparos acerca de los resultados, que obligaron a publicar correcciones numéricas posteriores.

## Población por departamentos
| N.º | División territorial     | Población Cabecera | Población Resto | Población Total |
| --- | ------------------------ | ------------------ | --------------- | --------------- |
| 1   | Antioquia                | 1 863 341          | 1 101 775       | 2 965 116       |
| 2   | Bogotá, D. C.            | 2 557 461          | 14 087          | 2 571 548       |
| 3   | Valle del Cauca          | 1 690 185          | 496 616         | 2 186 801       |
| 4   | Santander                | 603 799            | 524 200         | 1 127 999       |
| 5   | Cundinamarca             | 409 300            | 716 342         | 1 125 642       |
| 6   | Boyacá                   | 318 709            | 758 652         | 1 077 361       |
| 7   | Atlántico                | 905 232            | 58 855          | 964 087         |
| 8   | Tolima                   | 455 285            | 450 324         | 905 609         |
| 9   | Bolívar                  | 520 616            | 297 222         | 817 838         |
| 10  | Nariño                   | 299 795            | 509 383         | 809 178         |
| 11  | Norte de Santander       | 372 071            | 330 970         | 703 041         |
| 12  | Caldas                   | 387 710            | 310 332         | 698 042         |
| 13  | Córdoba                  | 249 820            | 399 642         | 649 462         |
| 14  | Cauca                    | 188 623            | 394 086         | 582 709         |
| 15  | Magdalena                | 270 706            | 269 552         | 540 258         |
| 16  | Huila                    | 232 494            | 235 157         | 467 651         |
| 17  | Risaralda                | 296 344            | 159 323         | 455 667         |
| 18  | Sucre                    | 183 042            | 169 327         | 352 369         |
| 19  | Cesar                    | 184 759            | 155 898         | 340 657         |
| 20  | Quindío                  | 226 003            | 96 812          | 322 815         |
| 21  | Meta                     | 139 927            | 102 737         | 242 664         |
| 22  | Chocó                    | 58 279             | 145 356         | 203 635         |
| 23  | La Guajira               | 75 708             | 106 063         | 181 771         |
| 24  | Caquetá                  | 50 677             | 129 620         | 180 297         |
| 25  | Putumayo                 | 24 703             | 42 633          | 67 336          |
| 26  | Arauca                   | 18 887             | 27 718          | 46 605          |
| 27  | Vaupés                   | 2 080              | 21 170          | 23 250          |
| 28  | San Andrés y Providencia | 14 731             | 8 252           | 22 983          |
| 29  | Amazonas                 | 5 849              | 9 828           | 15 677          |
| 30  | Vichada                  | 220                | 11 995          | 12 215          |
| 31  | Guainía                  | 1 493              | 5 144           | 6 637           |
|     | Colombia                 |                    |                 | 20 666 920      |

## Indicadores demográficos
Los principales indicadores demográficos registrados en el Censo 1973 fueron los siguientes:
| Población                              | Cifras            | Porcentaje        |                   |                   |                   |                   |
| Población general                      | Población general | Población general | Población general | Población general | Población general | Población general |
| -------------------------------------- | ----------------- | ----------------- | ----------------- | ----------------- | ----------------- | ----------------- |
| Población total                        | 20 666 920        | 100.0             |                   |                   |                   |                   |
| Hombres                                | 10 124 394        | 49.0              |                   |                   |                   |                   |
| Mujeres                                | 10 542 526        | 51.0              |                   |                   |                   |                   |
| Población por edad                     |                   |                   |                   |                   |                   |                   |
| Población de 0 a 14 años               | 9 132 614         | 44.2              |                   |                   |                   |                   |
| Población de 15 a 29 años              | 5 685 305         | 27.5              |                   |                   |                   |                   |
| Población de 30 a 64 años              | 5 198 832         | 25.2              |                   |                   |                   |                   |
| Población mayor de 65 años             | 650 169           | 3.1               |                   |                   |                   |                   |
| Población según asistencia escolar     |                   |                   |                   |                   |                   |                   |
| Total                                  | 3 901 761         | 45.0              |                   |                   |                   |                   |
| De 7 a 11 años                         | 1 735 520         | 55.3              |                   |                   |                   |                   |
| De 12 a 17 años                        | 1 811 979         | 55.4              |                   |                   |                   |                   |
| De 18 a 24 años                        | 354 262           | 15.7              |                   |                   |                   |                   |
| Población analfabeta (mayor de 5 años) |                   |                   |                   |                   |                   |                   |
| Total                                  | 4 409 116         | 8.3               |                   |                   |                   |                   |
| Hombres                                | 2 148 399         | 8.5               |                   |                   |                   |                   |
| Mujeres                                | 2 260 717         | 8.0               |                   |                   |                   |                   |